# Route nationale 50 (Inde)
Pour les articles homonymes, voir Route nationale 50.
La Route nationale 50 (en anglais : National Highway 50, sigle NH 50), une route nationale  en Inde qui commence à Nanded au Maharashtra et se termine à Chitradurga au Karnataka.

## Tracé
La NH 50 suit le parcours suivant,,:
- Nanded
- Loha
- Kandhar
- Jalkot
- Udgir
- Bidar
- Humnabad
- Kalaburagi
- Jevargi
- Sindagi
- Bijapur
- Managuli
- Nidagundi
- Hunagunda
- Ilkal
- Kushtagi
- Hosapete
- Kudligi
- Jagalur
- Chitradurga